# San José el Edén
San José el Edén är en ort i Mexiko.   Den ligger i kommunen Bochil och delstaten Chiapas, i den sydöstra delen av landet, 700 km öster om huvudstaden Mexico City. San José el Edén ligger 1 192 meter över havet och antalet invånare är 231.
Terrängen runt San José el Edén är kuperad åt nordväst, men åt sydost är den bergig. San José el Edén ligger nere i en dal. Runt San José el Edén är det ganska tätbefolkat, med 116 invånare per kvadratkilometer. Närmaste större samhälle är Bochil, 0,50 km sydväst om San José el Edén. I omgivningarna runt San José el Edén växer huvudsakligen savannskog.